# Tricimba sharoni
Tricimba sharoni är en tvåvingeart som beskrevs av Cherian 1989. Tricimba sharoni ingår i släktet Tricimba och familjen fritflugor. Inga underarter finns listade i Catalogue of Life.